# Samuel Warburg
Samuel Warburg, född den 18 september 1800 i Göteborg, död den 16 februari 1881 i Stockholm, var en svensk nationalekonom, son till Simon Elias Warburg, farbror till Karl Warburg.
Warburg genomgick Göteborgs handelsinstitut och sysselsatte sig med agenturaffärer, men även med nationalekonomiska och statistiska studier. Åren 1867–1879 var han fullmäktig i Riksgäldskontoret. 
Warburgs uppträdande under signaturen S. W. i Göteborgspressen till försvar för Gripenstedts handelspolitik och för järnvägsbyggande med utländskt kapital gav anledning till ett förordnande att vara medlem av den så kallade finanskommittén av 1858. 
Warburg skrev även en statistisk artikel om Sveriges ekonomiska utveckling i den av hans son Carl Simon Warburg redigerade
"Svensk månadsskrift för fri forskning och allmän bildning månadsskrift" samt en promemoria om bankoreglementet (1862).